# あそこの席
『あそこの席』（あそこのせき）は、山田悠介による日本のホラー小説。
同作者の別作品『×ゲーム』同様「いじめ」を題材としている。文芸社と幻冬舎より発行。

## 登場人物
瀬戸加奈
高校3年生の始業式に、希望学園高等学校に転校してきた。明るい性格をしていて、特技はピアノ。得意な曲はショパンの名曲『別れの曲』。
3年B組の呪いの席に座ってしまい、様々な嫌がらせを受け、外に出たがらなくなるが担任の市村にこれらのことを相談し、呪いの席の謎を解く決意をする。
市村史朗
3年B組の担任教師。27歳。科目は体育で今時珍しい熱血体育会系教師。
新任でこのクラスが初めて受け持ったクラスでまだ自分は未熟だと思っている。生徒を思う気持ちがかなり強く、体調不良と学校を休んだ加奈を説得し、共に呪いの席の謎を解く決意をする。
土屋裕樹
転校してきたばかりの加奈に最初に話しかけて来た穏やかで優しい目をした不思議な少年。家にピアノがあり、得意な曲は加奈と同じショパンの名曲『別れの曲』。首を左右にポキポキと鳴らす妙な癖を持っている。
行方不明になっている関綾乃の恋人。

## 書籍情報
- 単行本：文芸社　2003年11月発売、ISBN 483556670X
- 文庫版：幻冬舎〈幻冬舎文庫〉 2006年4月13日発売、ISBN 4344407814
- 電子書籍：幻冬舎 2011年4月22日発売

## 映画
2005年に公開された。同時製作は、山田の作品である『@ベイビーメール』。

### キャスト
- 瀬戸加奈：阪田瑞穂
- 土屋裕樹：細田よしひこ
- 竹上淳子：浅香友紀
- 沖圭市：上山竜司
- 井ノ原大輔：宮下雄也
- 本城沙也加：小松愛
- 関綾乃：市川春樹
- 鈴木千佳：矢口聖来
- 市川史朗：眞島秀和
- 土屋久子：根岸季衣

### スタッフ
- 監督：中村義洋
- 企画：山本正
- プロデューサー：山本正、多井久晃、宇田川寧
- 脚本：鈴木謙一
- 撮影：小松高志
- 照明：松岡泰彦
- 録音：小林徹哉
- 音楽：藤野智香
- 製作：クリエイティブアクザ、ワコー、ダブ
- 製作プロダクション：ダブ
- 配給：クリエイティブアクザ
- 宣伝：イメージリングス

### 関連商品
- あそこの席　DVD（クリエイティブアクザ、2005年12月2日発売、AXDS-1107）